# Slint (ep)
Slint (ook wel Glenn/Rhoda of Untitled) is de eerste ep van de Amerikaanse band Slint. De ep bevat twee nummers, een niet eerder uitgebracht nummer, "Glenn," en een herinterpretatie van "Rhoda", van het album Tweez. De twee nummers zijn volledig instrumentaal. De nummers waren al in 1989 opgenomen, maar de ep kwam pas in 1994 uit, nadat de band al uit elkaar was. 

## Nummers
| 1.                 | Glenn | 6:11 |
| 2.                 | Rhoda | 6:53 |
| Totale duur: 13:04 |       |      |